# Aït Hani
 (janvier 2014).
Si vous disposez d'ouvrages ou d'articles de référence ou si vous connaissez des sites web de qualité traitant du thème abordé ici, merci de compléter l'article en donnant les références utiles à sa vérifiabilité et en les liant à la section « Notes et références ».
Aït Hani (en amazighe : ⴰⵢⵜ ⵀⴰⵏⵉ) est une commune du Haut Atlas, située dans la province de Tinghir (autrefois située dans la province d'Errachidia), au Maroc, située à environ 2 000 m d'altitude.

## Composition
La commune se compose de plusieurs villages, parmi lesquels : Toumliline, Ait Daoud, Ait Lahcen (Tayjjout et Taadadat), Timoula, Iqedmane, Ait-Hani, Tizguaghine, Assingue, Tiydrine, Tametettoucht.

## Géographie
La commune est située à 70 km au sud d'Imilchil, à 50 km au nord de Tinghir, à 38 km à l’ouest d'Assoul et à 60 km à l'est de M'semrir.

## Économie
L’économie repose sur l'agriculture, bien que la superficie mise en culture ne réponde pas aux besoins de la population, le tourisme grâce aux quelques gîtes et hôtels familiaux et le commerce local.